# Reflet dans un diamant mort
Reflet dans un diamant mort (anhörenⓘ internationaler Titel: Reflection in a Dead Diamond) ist ein Action-Thriller von Hélène Cattet und Bruno Forzani aus dem Jahr 2025.

## Handlung
Der frühere Spion John verbringt seinen Lebensabend in einem Luxushotel an der Côte d’Azur. Eines Tages verschwindet seine Zimmernachbarin spurlos, für die er eine Faszination hegte. Daraufhin kommen dem 70-jährigen, weltgewandten Mann Bösewichte und Schönheiten aus seinem früheren Leben in Europa in den 1960er-Jahren in den Sinn. Seine Erinnerungen gehen nahtlos in Wahnsinn und Kinoträume über. John befürchtet, dass seine alten Widersacher zurückgekehrt sind, um seinen idyllischen Lebensabend zu zerstören.

## Veröffentlichung
Reflet dans un diamant mort wurde am 16. Februar 2025 im Rahmen der 75. Berlinale uraufgeführt. Dort wurde das Werk in den Hauptwettbewerb um den Goldenen Bären eingeladen.
Ein regulärer Kinostart ist für den September 2025 vorgesehen.